# Dębina (SIMC 0269469)
Dębina – kolonia w Polsce położona w województwie świętokrzyskim, w powiecie jędrzejowskim, w gminie Słupia.
Dębina, posiadająca identyfikator SIMC 0269469, jest jedną z dwóch kolonii o tej nazwie w gminie Słupia. Druga kolonia Dębina posiada identyfikator SIMC 0268889.
W latach 1975–1998 miejscowość administracyjnie należała do województwa kieleckiego.

## Położenie
Leży około 1,5 km od wsi Wywła, wzdłuż drogi lokalnej Wywła-Miedzka